# Schweizer Parlamentswahlen 1983/Resultate Nationalratswahlen
Die Nationalratswahlen der 42. Legislaturperiode fanden am 23. Oktober 1983 statt. Auf dieser Seite findet sich eine Übersicht über die Resultate in den Kantonen (Parteien, Stimmen, Wähleranteil, Sitze, Gewählte).